# 퍼그

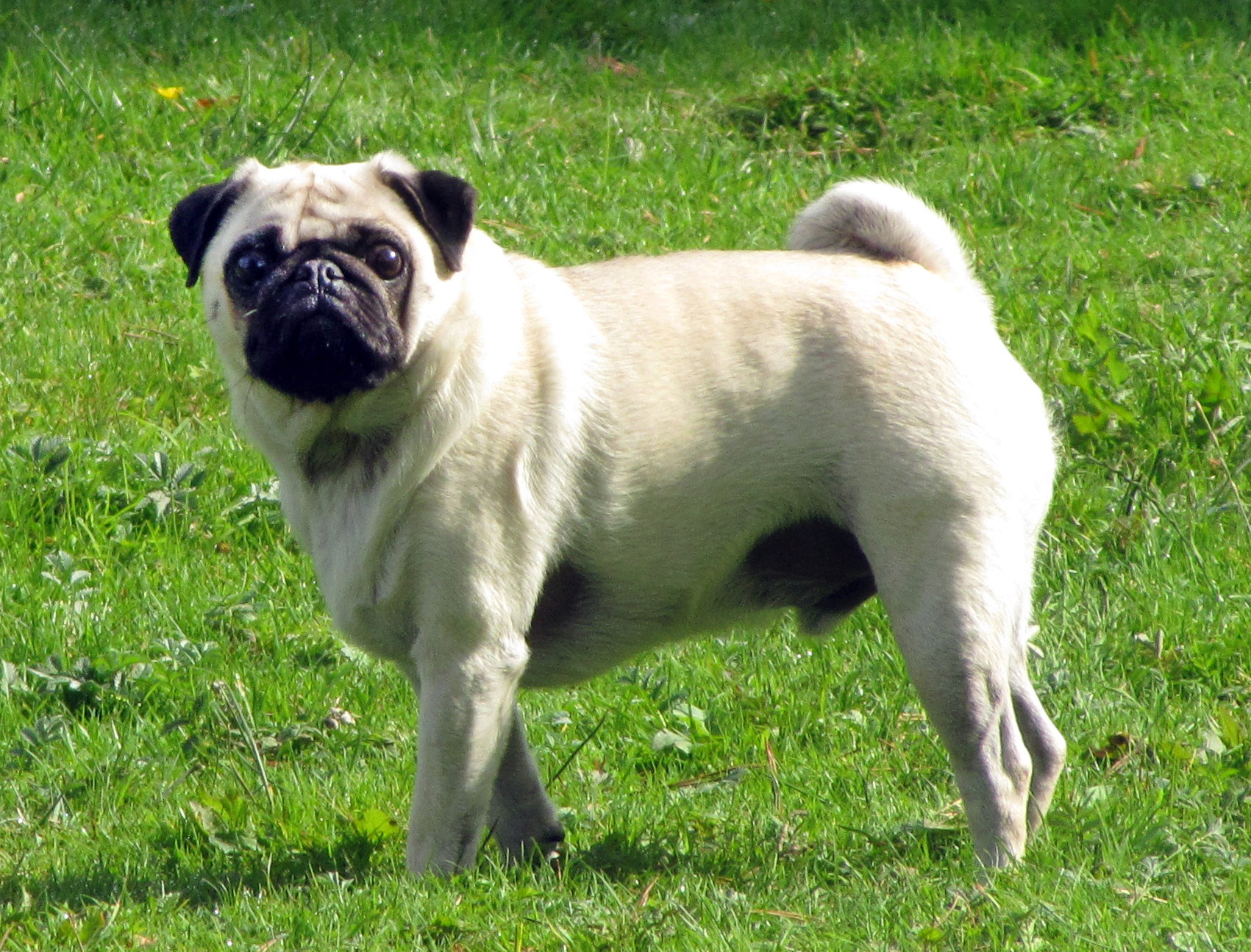
퍼그

퍼그(Pug, 중국어: 巴哥犬, 병음: bāgē quǎn 바거 촨[*])는 중국이 원산지인 애완견의 일종이다. 25 ~ 33cm의 키에, 몸무게가 6 ~ 10kg 나간다.

## 생김새
주둥이가 아주 짧고, 눈은 둥글며 크게 튀어나왔다. 이마와 미간에는 깊은 주름이 있고 괴로운 듯한 표정이 특징이다. 안쓰러운 표정이 특유의 매력이며 반짝이는 눈을 지녔다. 몸털은 짧고 부드러우며 털색깔은 은회색·등황색·갈색·검은색 등이고, 가끔 하얀 수염이 하나 정도 자라기도 한다. 주둥이와 귀는 어두운 색을 띠고 있다. 지능이 낮은 편이라고 하지만 실제로는 지능이 높은데 낮은척 하는 느낌이 든다. 성격은 매우 명랑하며 고집이 세서 다루기 쉬운 타입은 아니다. 식탐이 많지만 단두종 증후군 때문에 운동을 심하게 하면 안 돼서 살이 잘 찐다. 잘 짖지 않지만 낑낑거린다.

## 오라녜 공
중국에 무역하러 왔던 네덜란드 상인이 퍼그를 데려가 왕실에 전했다. 네덜란드의 오라녜 공은 퍼그를 너무 사랑하여 왕가의 마스코트로 삼을 정도였다.

## 성격
퍼그는 독특한 외모와 꼬불거리는 꼬리가 등 위까지 뻗은 것이 특징이다. 대담하고 점잖으며 참을성이 많은 성격이지만, 친구가 없으면 외로워한다. 주인에게 마음에 안 드는 것이 있으면 낑낑거리고 울타리는 어릴 땐 못 넘어오지만 크면 잘 넘어오고 방문을 닫아 놓으면 열고 나온다

## 주요 질병
퍼그의 주요 질병은 연구개 과장증, 기관허탈, 속눈썹 이상, 안구 탈출, 각막염, 폐암, 당뇨병, 췌장암, 방광암, 비만, 뇌종양, 구토, 설사 등이 있다.

## 같이 보기
- 강아지
- 개